# Medida progrediente
En teoría de la medida, una medida progrediente (también conocida como medida pushforward o medida de imagen) se obtiene transfiriendo (pushing forward "empujando hacia adelante") una medida de un espacio medible a otro utilizando una función medible.

## Definición
Dados dos espacios medibles {\displaystyle (X_{1},\Sigma _{1})} y {\displaystyle (X_{2},\Sigma _{2})}, una aplicación medible {\displaystyle f\colon X_{1}\to X_{2}} y una medida {\displaystyle \mu \colon \Sigma _{1}\to [0,+\infty ]},  el pushforward ('progresión') de {\displaystyle \mu } se define como la medida {\displaystyle f_{*}(\mu )\colon \Sigma _{2}\to [0,+\infty ]} dada por
{\displaystyle f_{*}(\mu )(B)=\mu \left(f^{-1}(B)\right)} for {\displaystyle B\in \Sigma _{2}.}
Esta definición se aplica a «mutatis mutandis» para una medida signada o medida compleja.
La medida progrediente también se denota como {\displaystyle \mu \circ f^{-1}}, {\displaystyle f_{\sharp }\mu }, {\displaystyle f\sharp \mu }, o {\displaystyle f\#\mu }.

## Propiedad principal: fórmula de cambio de variables
Teorema: Una función medible g en X2 es integrable con respecto a la medida progrediente f∗(μ) si y solo si la composición {\displaystyle g\circ f} es integrable con respecto a la medida μ. En ese caso, las integrales coinciden, es decir,
{\displaystyle \int _{X_{2}}g\,d(f_{*}\mu )=\int _{X_{1}}g\circ f\,d\mu .}
Téngase en cuenta que en la fórmula anterior {\displaystyle X_{1}=f^{-1}(X_{2})}.

## Ejemplos y aplicaciones
- Una "medida de Lebesgue" natural en el círculo unitario S1 (aquí considerado como un subconjunto del plano complejo C) puede definirse usando una construcción push-forward y una medida de Lebesgue λ en la recta real R. Sea λ también denotar la restricción de la medida de Lebesgue al intervalo [0, 2π) y sea f : [ 0, 2π) →  S1 ser la biyección natural definida por f(t) = exp(i  t). La "medida de Lebesgue" natural sobre S1 es entonces la medida push-forward f∗(λ). La medida f∗(λ) también podría llamarse "longitud de arco medida" o "medida de ángulo", ya que la medida f∗(λ)-medida de un arco en S1 es precisamente su longitud de arco (o, equivalentemente, el ángulo que subtiende en el centro del círculo).
- El ejemplo anterior se extiende muy bien para dar una "medida de Lebesgue" natural en el toro n-dimensional toro Tn. El ejemplo anterior es un caso especial, ya que S1 =  T'1. Esta medida de Lebesgue sobre Tn es, hasta la normalización, la medida de Haar para el compacto, conectado grupo de Lie Tn.
- Medida gaussiana en espacios vectoriales de dimensión infinita se definen usando el empuje hacia adelante y la medida gaussiana estándar en la línea real: una medida de Borel γ en un separable espacio de Banach X se llama gaussiana si su progresión hacia adelante de γ por cualquier funcional lineal distinta de cero en el espacio dual continuo a X es una medida gaussiana en {\displaystyle \mathbb {R} }.
- Considere una función medible {\displaystyle f:X\to X} y la composición de {\displaystyle f} con ella misma {\displaystyle n} veces:

{\displaystyle f^{(n)}=\underbrace {f\circ f\circ \dots \circ f} _{n\mathrm {\,times} }:X\to X.}
Esta función iterada forma un sistema dinámico. A menudo es de interés en el estudio de tales sistemas encontrar una medida μ en X que el mapa f deja sin cambios, una llamada medida invariante, es decir, una para la cual f∗(μ)  =  μ.
- También se puede considerar medida cuasi-invariantes para tal sistema dinámico: una medida {\displaystyle \mu } en {\displaystyle (X,\Sigma )} se llama quasi-invariant under {\displaystyle f} si el empuje hacia adelante de {\displaystyle \mu } por {\displaystyle f} es simplemente equivalente a la medida original μ , no necesariamente igual a ella. Un par de medidas {\displaystyle \mu ,\nu } en el mismo espacio son equivalentes si y solo si {\displaystyle \forall A\in \Sigma :\ \mu (A)=0\iff \nu (A)=0}, por lo que {\displaystyle \mu } es cuasi-invariante bajo {\displaystyle f} si {\displaystyle \forall A\in \Sigma :\ \mu (A)=0\iff f_{*}\mu (A)=\mu {\big (}f^{-1}(A){\big )}=0}
- Muchas distribuciones de probabilidad natural, como la distribución ji cuadrado, se pueden obtener a través de esta construcción.
- Las variables aleatorias inducen medidas pushforward. Mapean un espacio de probabilidad en un espacio de codominio y dotan a ese espacio con una medida de probabilidad definida por el empuje hacia adelante. Además, debido a que las variables aleatorias son funciones (y por lo tanto funciones totales), la imagen inversa de todo el codominio es todo el dominio, y la medida de todo el dominio es 1, por lo que la medida de todo el codominio es 1. Esto significa que las variables aleatorias se pueden componer ad infinitum y siempre permanecerán como variables aleatorias y dotarán a los espacios codominio de medidas de probabilidad.

## Una generalización
En general, cualquier función medible puede ser empujada hacia adelante, el empuje hacia adelante se convierte en un operador lineal, conocido como el operador de transferencia o operador de Perron-Frobenius. En espacios finitos este operador normalmente satisface los requisitos del teorema de Perron-Frobenius, y el valor propio máximo del operador corresponde a la medida invariante.
El adjunto al push-forward es el pullback; como operador en espacios de funciones en espacios medibles, es el operador de composición o operador de Koopman.